# Glenea atricilla
Glenea atricilla é uma espécie de escaravelho da família Cerambycidae. Foi descrita por Pesarini e Sabbadini em 1997.